# La Chapelle-Rainsouin
La Chapelle-Rainsouin è un comune francese di 386 abitanti situato nel dipartimento della Mayenne nella regione dei Paesi della Loira. Sul suo territorio nasce l'Ouette.

## Società

### Evoluzione demografica
Abitanti censiti